# Nederlandse kampioenschappen indooratletiek 1998
De Nederlandse kampioenschappen indooratletiek 1998 werden op 14 en 15 februari in de Houtrusthallen in Den Haag gehouden.

## Uitslagen

### 60 m
| rang  | atleet           | prestatie |
| ----- | ---------------- | --------- |
| Goud  | Miguel Janssen   | 6,70 s    |
| Goud  | Dennis Tilburg   | 6,70 s    |
| Brons | Nathanaël Esprit | 6,76 s    |

| rang   | atlete             | prestatie |
| ------ | ------------------ | --------- |
| Goud   | Jacqueline Poelman | 7,49 s    |
| Zilver | Mami Awuah Asante  | 7,59 s    |
| Brons  | Angelique Smit     | 7,73 s    |

### 200 m
| rang   | atleet           | prestatie |
| ------ | ---------------- | --------- |
| Goud   | Patrick Snoek    | 21,25 s   |
| Zilver | Nathanaël Esprit | 21,54 s   |
| Brons  | Miguel Janssen   | 21,55 s   |

| rang   | atlete             | prestatie |
| ------ | ------------------ | --------- |
| Goud   | Mami Awuah Asante  | 23,77 s   |
| Zilver | Annemarie Kramer   | 23,97 s   |
| Brons  | Jacqueline Poelman | 23,98 s   |

### 400 m
| rang   | atleet        | prestatie |
| ------ | ------------- | --------- |
| Goud   | Frank Peeters | 48,15 s   |
| Zilver | Julien Hagen  | 48,60 s   |
| Brons  | Jeroen Prent  | 48,64 s   |

| rang   | atlete            | prestatie |
| ------ | ----------------- | --------- |
| Goud   | Ester Goossens    | 52,29 s   |
| Zilver | Kim Som           | 56,75 s   |
| Brons  | José van der Veen | 56,78 s   |

### 800 m
| rang   | atleet                | prestatie |
| ------ | --------------------- | --------- |
| Goud   | Dennis van Tongeren   | 1.48,96   |
| Zilver | Sebastien Schletterer | 1.50,15   |
| Brons  | Roel de Haan          | 1.50,46   |

| rang   | atlete          | prestatie |
| ------ | --------------- | --------- |
| Goud   | Carine van Dorp | 2.07,06   |
| Zilver | Astrid Joziasse | 2.08,55   |
| Brons  | Wendy Detert    | 2.08,91   |

### 1500 m
| rang   | atleet           | prestatie |
| ------ | ---------------- | --------- |
| Goud   | Gert-Jan Liefers | 3.53,52   |
| Zilver | Johan de Koning  | 3.54,44   |
| Brons  | Jeroen van Dijke | 3.56,08   |

| rang   | atlete                 | prestatie |
| ------ | ---------------------- | --------- |
| Goud   | Annet Bezemer          | 4.22,00   |
| Zilver | Yvonne van der Kolk    | 4.22,23   |
| Brons  | Liesbeth van de Heuvel | 4.23,20   |

### 3000 m
| rang   | atleet           | prestatie |
| ------ | ---------------- | --------- |
| Goud   | Stan Rijken      | 8.08,76   |
| Zilver | Sander Schutgens | 8.14,48   |
| Brons  | Casper Vroemen   | 8.15,82   |

| rang   | atlete         | prestatie |
| ------ | -------------- | --------- |
| Goud   | Sandra Hofmans | 9.21,58   |
| Zilver | Mieke Aanen    | 9.28,00   |
| Brons  | Annet Bezemer  | 9.29,96   |

### 5000 m snelwandelen
| rang   | atleet           | prestatie |
| ------ | ---------------- | --------- |
| Goud   | Harold van Beek  | 21.14,75  |
| Zilver | Henk Plasman     | 21.38,24  |
| Brons  | Floor van Lamoen | 22.25,26  |

### 60 m horden
| rang   | atleet        | prestatie |
| ------ | ------------- | --------- |
| Goud   | Robin Korving | 7,73 s    |
| Zilver | Bart Bennema  | 7,94 s    |
| Brons  | James Sharpe  | 8,03 s    |

| rang   | atlete           | prestatie |
| ------ | ---------------- | --------- |
| Goud   | Sharon Jaklofsky | 8,36 s    |
| Zilver | Ilja Voltman     | 8,59 s    |
| Brons  | Judith Vis       | 8,64 s    |

### hoogspringen
| rang   | atleet                  | prestatie |
| ------ | ----------------------- | --------- |
| Goud   | Wilbert Pennings        | 2,20 m    |
| Zilver | Paul Jongmans           | 2,10 m    |
| Brons  | Tim Aarts               | 2,05 m    |
| Brons  | Michiel van de Goolberg | 2,05 m    |

| rang   | atlete                  | prestatie |
| ------ | ----------------------- | --------- |
| Goud   | Marloes Lammerts        | 1,81 m    |
| Zilver | Marieke van der Heijden | 1,81 m    |
| Brons  | Karlijn van Beurden     | 1,78 m    |

### hink-stap-springen
| rang   | atleet             | prestatie |
| ------ | ------------------ | --------- |
| Goud   | Christian Tamminga | 15,18 m   |
| Zilver | Ellsworth Manuel   | 15,09 m   |
| Brons  | Mark van Kerkhof   | 14,34 m   |

| rang   | atlete             | prestatie |
| ------ | ------------------ | --------- |
| Goud   | Annemarie Hendriks | 12,87 m   |
| Zilver | Wendy Tavenier     | 12,68 m   |
| Brons  | Yvonne de Vreede   | 12,59 m   |

### polsstokhoogspringen
| rang   | atleet         | prestatie |
| ------ | -------------- | --------- |
| Goud   | Rens Blom      | 5,50 m    |
| Zilver | Laurens Looije | 5,30 m    |
| Brons  | Marcel Dost    | 5,10 m    |

| rang   | atlete             | prestatie |
| ------ | ------------------ | --------- |
| Goud   | Monique de Wilt    | 4,05 m    |
| Zilver | Sandra van de Geer | 3,60 m    |
| Brons  | Irene Timmers      | 3,60 m    |

### verspringen
| rang   | atleet            | prestatie |
| ------ | ----------------- | --------- |
| Goud   | Mark van der Worp | 7,54 m    |
| Zilver | Laurens Looije    | 7,51 m    |
| Brons  | Niels Kruller     | 7,44 m    |

| rang   | atlete                  | prestatie |
| ------ | ----------------------- | --------- |
| Goud   | Sharon Jaklofsky        | 6,28 m    |
| Zilver | Daniëlle van Varsseveld | 6,15 m    |
| Brons  | Anja van Oostende       | 6,04 m    |

### kogelstoten
| rang   | atleet              | prestatie |
| ------ | ------------------- | --------- |
| Goud   | Ben Vet             | 17,68 m   |
| Zilver | Pieter van der Kruk | 17,58 m   |
| Brons  | Mike van der Bilt   | 17,17 m   |

| rang   | atlete                  | prestatie |
| ------ | ----------------------- | --------- |
| Goud   | Corrie de Bruin         | 18,51 m   |
| Zilver | Lieja Koeman            | 17,16 m   |
| Brons  | Jacqueline Goormachtigh | 17,01 m   |

1969 · 
1970 · 
1971 · 
1972 · 
1973 · 
1974 · 
1975 · 
1976 · 
1977 · 
1978 · 
1979 ·
1980 · 
1981 · 
1982 · 
1983 · 
1984 · 
1985 · 
1986 · 
1987 · 
1988 · 
1989 · 
1990 · 
1991 · 
1992 · 
1993 · 
1994 · 
1995 · 
1996 · 
1997 · 
1998 · 
1999 · 
2000 · 
2001 · 
2002 · 
2003 · 
2004 · 
2005 · 
2006 · 
2007 · 
2008 · 
2009 · 
2010 · 
2011 · 
2012 · 
2013 · 
2014 ·
2015 ·
2016 ·
2017 ·
2018 ·
2019 · 
2020 · 
2021 · 
2022 · 
2023 · 
2024 · 
2025